# Militärområden

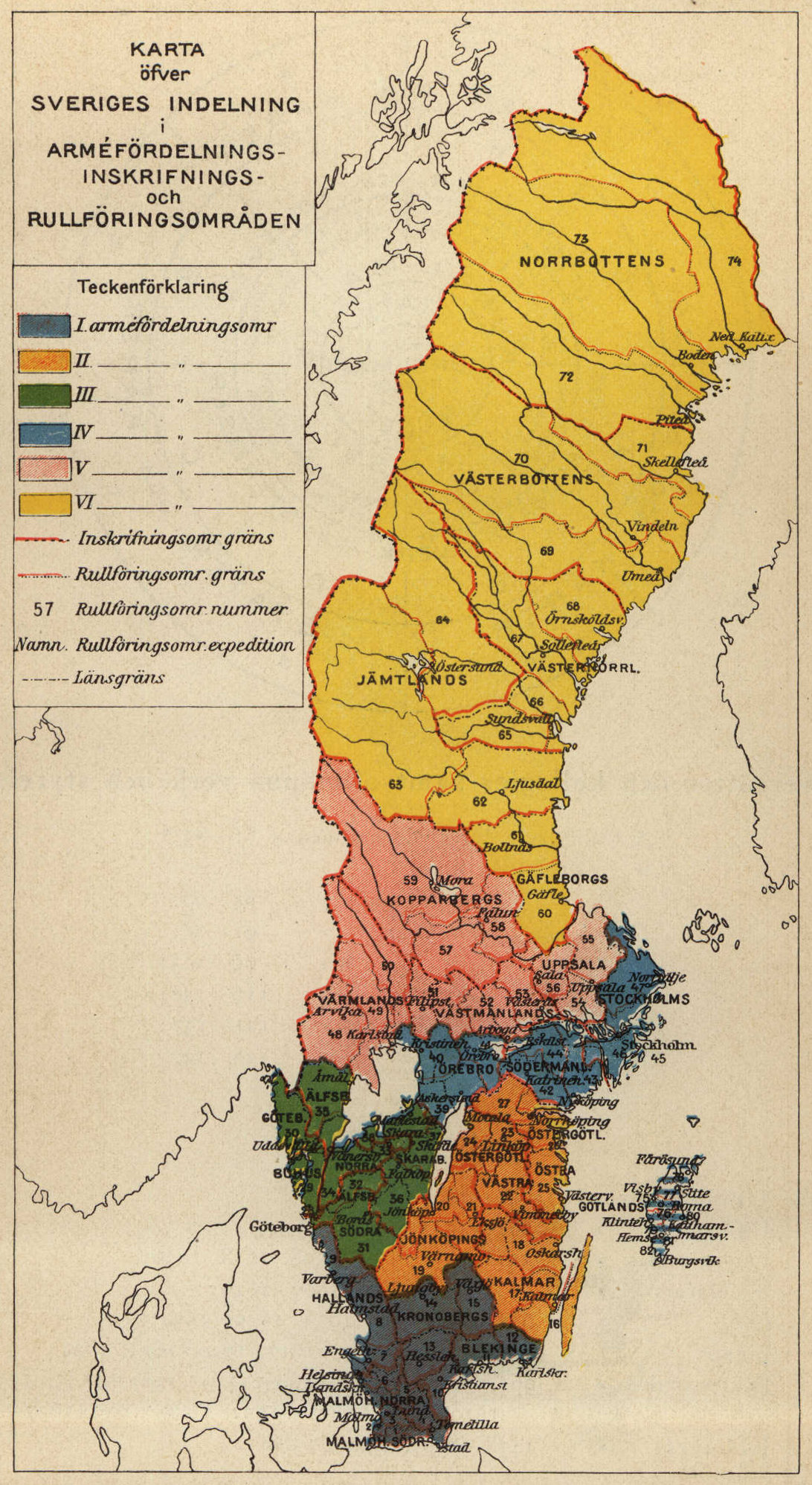
Karta över arméfördelningarna åren 1902–1928

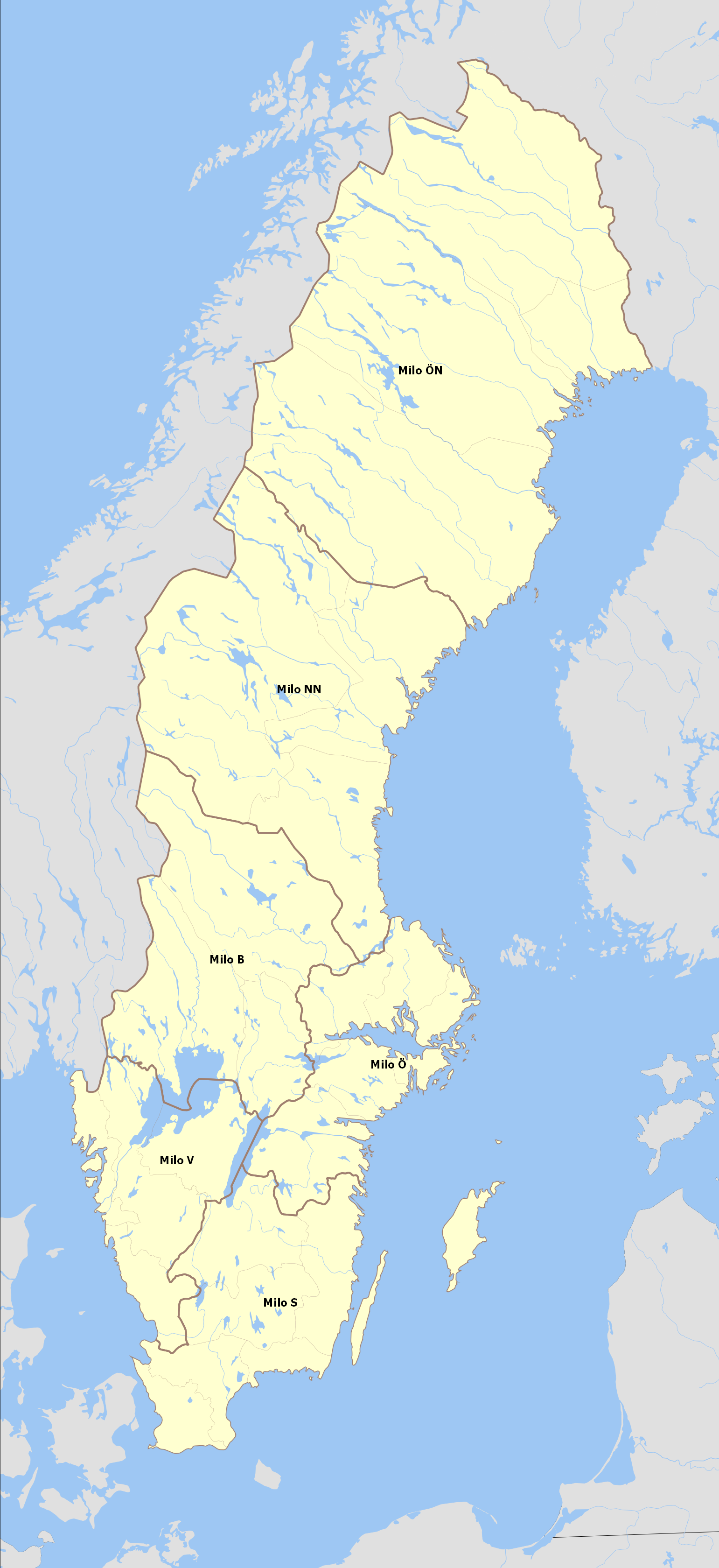
Kartan över militärområdena åren 1966–1991.

Militärområden är en del av Sveriges militärterritoriella indelning. Militärområdesindelningen ersatte 1942 den tidigare indelningen i arméfördelningar som mellan 1888 och 1893 gradvis ersatte de från 1833 införda militärdistrikten. Militärområdet ledes av en militärbefälhavare (MB). 1942 fick Befälhavaren de operativa uppgifterna för arméstridskrafterna. 1966 överfördes även de operativa uppgifter som tidigare legat på marinkommandochefer samt jakteskaderchefer. Militärbefälhavaren hade från 1966 hela ansvaret för den samlade operativa ledningen av alla stridskrafter inom respektive militärområde. 
Den 1 juli 2000 ersattes militärområdena med en militärdistriktsorganisation, vilken kom att vara aktiv fram till den 31 december 2005. Efter att militärdistrikten hade avvecklats inordnades fyra stycken "Säkerhets- och samverkanssektioner". Sektioner leddes från Högkvarteret, och hade som uppgift att samordna den militära säkerhetstjänsten samt samverka med regionala myndigheter. Från och med den 1 januari 2013 ersätts dessa sektioner, av fyra militärregioner. Regionerna är tänkta att lyda under Högkvarteret och samordna den markterritoriella verksamheten. Regionerna kan till viss del likställas de tidigare försvarsområdena.

## 1700-talet

### 1792–1797
Enligt ett kungligt brev indelades armén den 10 maj 1792 åtta fördelningar. Fördelningarna leddes av en fördelningschef, vilkas uppgifter reglerades i en instruktion från 19 maj 1792. Där det framgick att han skulle vara ansvarig för exercis och disciplin och bevisa de årliga mötens vid regementena. Trupperna skulle alltid vara i stridbart skick och fördelningschefen skulle rapportera sina iakttagelser till kungen varje år. Enligt ett kungligt brev den 13 februari 1797 upplöstes arméns fördelningsindelning.
| Militärområde        | Stabsort | Aktivt    |
| -------------------- | -------- | --------- |
| Livfördelningen      | ???      | 1792–1797 |
| Skånska fördelningen | ???      | 1792–1797 |
| Finska fördelningen  | ???      | 1792–1797 |
| Västra fördelningen  | ???      | 1792–1797 |
| Norra fördelningen   | ???      | 1792–1797 |
| ??? fördelningen     | ???      | 1792–1797 |
| ??? fördelningen     | ???      | 1792–1797 |
| ??? fördelningen     | ???      | 1792–1797 |

## 1800-talet

### 1833–1847
Militärdistrikten inrättades 1833 som endast en fredstida indelningsform. Blekinge län stod utanför indelningen och utgjorde Flottans militärdistrikt.
| Militärområde        | Stabsort   | Aktivt    |
| -------------------- | ---------- | --------- |
| 1. militärdistriktet | Landskrona | 1833–1847 |
| 2. militärdistriktet | Växjö      | 1833–1847 |
| 3. militärdistriktet | Göteborg   | 1833–1847 |
| 4. militärdistriktet | Stockholm  | 1833–1847 |
| 5. militärdistriktet | Arboga     | 1833–1847 |
| 6. militärdistriktet | Stockholm  | 1833–1847 |

### 1847–1867
| Militärområde        | Stabsort                        | Aktivt                                  |
| -------------------- | ------------------------------- | --------------------------------------- |
| 1. militärdistriktet | Landskrona Malmö Helsingborg    | 1847–1863 1863–1864 1864–1867           |
| 2. militärdistriktet | Mariefred Stockholm Linköping   | 1847–18?? 18??–1863 1863–1867           |
| 3. militärdistriktet | Karlstad Alingsås Töreboda      | 1847–1862 1862–1864 1864–1867           |
| 4. militärdistriktet | Stockholm                       | 1847–1867                               |
| 5. militärdistriktet | Gävle Söderhamn Stockholm Gävle | 1847–1856 1856–1861 1861–1866 1866–1867 |

### 1867–1889
| Militärområde         | Stabsort                                     | Aktivt                                            |
| --------------------- | -------------------------------------------- | ------------------------------------------------- |
| 1. militärdistriktet  | Helsingborg Kristianstad                     | 1864–1887 1887–1889                               |
| 2. militärdistriktet  | Jönköping Linköping Eksjö                    | 1867–1873 1873–1888 1888–1889                     |
| 3. militärdistriktet  | Mariestad Karlstad Stockholm Karlstad Skövde | 1867–1873 1873–1878 1878–1882 1882–1885 1885–1889 |
| 4. militärdistriktet  | Stockholm                                    | 1867–1889                                         |
| 5. militärdistriktet  | Gävle Stockholm Gävle                        | 1866–1878 1878–1888 1888                          |
| Gotlands militärbefäl | Visby                                        | 1873–1889                                         |

### 1889–1893
| Militärområde         | Stabsort                 | Aktivt              |
| --------------------- | ------------------------ | ------------------- |
| 1. militärdistriktet  | Kristianstad Helsingborg | 1887–1888 1888–1893 |
| 2. militärdistriktet  | Eksjö                    | 1889–1893           |
| 3. militärdistriktet  | Skövde                   | 1889–1893           |
| 4. militärdistriktet  | Stockholm                | 1889–1893           |
| 5. militärdistriktet  | Stockholm                | 1889–1893           |
| 6. militärdistriktet  | Gävle                    | 1889–1893           |
| Gotlands militärbefäl | Visby                    | 1889–1893           |

### 1893–1901
| Militärområde          | Stabsort        | Aktivt              |
| ---------------------- | --------------- | ------------------- |
| 1. arméfördelningen    | Helsingborg     | 1893–1901           |
| 2. arméfördelningen    | EksjöLinköping  | 1893–1894 1894–1901 |
| 3. arméfördelningen    | Skövde          | 1883–1901           |
| 4. arméfördelningen    | Stockholm       | 1893–1902           |
| 5. arméfördelningen    | Stockholm       | 1893–1901           |
| 6. arméfördelningen    | Gävle Härnösand | 1893–18941894–1901  |
| Gotlands militärområde | Visby           | 1893–1901           |

## 1900-talet

### 1902–1927
| Militärområde          | Stabsort            | Aktivt              |
| ---------------------- | ------------------- | ------------------- |
| I. arméfördelningen    | Helsingborg         | 1902–1927           |
| II. arméfördelningen   | Linköping           | 1902–1927           |
| III. arméfördelningen  | Skövde              | 1902–1927           |
| IV. arméfördelningen   | Stockholm           | 1902–1927           |
| V. arméfördelningen    | Stockholm           | 1902–1927           |
| VI. arméfördelningen   | Härnösand Östersund | 1902–1910 1910–1927 |
| Gotlands militärområde | Visby               | 1902–1927           |

### 1928–1936
Inom varje arméfördelning samt vid Övre Norrlands trupper fanns ett militärområde. Militärområdesbefälhavaren var territoriell chef och underställd chefen för arméfördelningen respektive chefen för Övre Norrlandstrupper.
| Militärområde           | Stabsort    | Aktivt    |
| ----------------------- | ----------- | --------- |
| Södra arméfördelningen  | Helsingborg | 1928–1936 |
| Östra arméfördelningen  | Stockholm   | 1928–1936 |
| Östra brigaden          | Linköping   | 1928–1937 |
| Västra arméfördelningen | Skövde      | 1928–1936 |
| Norra arméfördelningen  | Östersund   | 1928–1936 |
| Övre Norrlands trupper  | Boden       | 1928–1936 |
| Gotlands trupper        | Visby       | 1928–1936 |

### 1937–1942
1937 års organisation med arméfördelningar gav förbanden fördelen genom att arméfördelningschefen kunde inrikta sig på sina huvuduppgifter som utbildning, krigsplanläggning samt mobiliseringsverksamhet inom fördelningen. Inom vardera fördelning fanns även en militärområdesbefälhavare som ledde den territoriella verksamheten.
| Militärområde          | Stabsort                | Aktivt             |
| ---------------------- | ----------------------- | ------------------ |
| I. arméfördelningen    | HelsingborgKristianstad | 1937–19391939–1942 |
| II. arméfördelningen   | Östersund               | 1937–1942          |
| III. arméfördelningen  | Skövde                  | 1937–1942          |
| IV. arméfördelningen   | Stockholm               | 1937–1942          |
| Gotlands militärområde | Visby                   | 1937–1942          |
| Övre Norrlands trupper | Boden                   | 1937–1942          |

### 1942–1966
Från 1942 indelades Sverige i sju militärområden (numrerade I–VII). I samband med en organisationsförändring 1966 genomfördes också en namnändring. Militärområdena övertog den operativa ledningen, det vill säga militärområdet ansvarade för krigsplanläggningen inom sitt område i händelse av krig. 
| Militärområde       | Stabsort           | Aktivt              |
| ------------------- | ------------------ | ------------------- |
| I. militärområdet   | Kristianstad       | 1942–1966           |
| II. militärområdet  | Östersund          | 1942–1966           |
| III. militärområdet | Skövde             | 1942–1966           |
| IV. militärområdet  | StockholmSträngnäs | 1942–1963 1963–1966 |
| V. militärområdet   | StockholmKarlstad  | 1942–19421942–1966  |
| VI. militärområdet  | Boden              | 1942–1966           |
| VII. militärområdet | Visby              | 1942–1966           |

### 1966–1990-talet
I samband med en organisationsförändring 1966 genomfördes en namnändring på Militärområdena. Militärområdena övertog den operativa ledningen. Det vill säga Militärområdet ansvarade för krigsplanläggning inom området (Milot), i händelse av krig. Vidare reucerades antalet militärområden då VII.militärområdet, som omfattade Gotland, uppgick som ett kommando inom Östra militärområdet. 
| Militärområde                 | Beteckning | Stabsort     | Aktivt    | Kommentar                                                               |
| ----------------------------- | ---------- | ------------ | --------- | ----------------------------------------------------------------------- |
| Södra militärområdet          | Milo S     | Kristianstad | 1966–2000 | Tidigare I.militärområdet                                               |
| Nedre Norrlands militärområde | Milo NN    | Östersund    | 1966–1993 | Tidigare II. militärområdet                                             |
| Västra militärområdet         | Milo V     | Skövde       | 1966–1993 | Tidigare III. militärområdet                                            |
| Östra militärområdet          | Milo Ö     | Strängnäs    | 1966–1991 | Tidigare IV. militärområdet                                             |
| Bergslagens militärområde     | MiloB      | Karlstad     | 1966–1991 | Tidigare V. militärområdet                                              |
| Övre Norrlands militärområde  | Milo ÖN    | Boden        | 1966–1993 | Tidigare VI.militärområdet                                              |
| Gotlands militärkommando      | MKG        | Visby        | 1966–2000 | Tidigare VII. militärområdet Uppgår inom Milo Ö, men kvarstår som stab. |

### 1990-talet–2000
1966 års organisation bestod fram till åren 1991 och 1993 då de sex militärområdena slogs samman och bildade tre stycken områden samt ett kommando. 
| Militärområde            | Beteckning | Stabsort     | Aktivt    | Kommentar                                           |
| ------------------------ | ---------- | ------------ | --------- | --------------------------------------------------- |
| Södra militärområdet     | Milo S     | Kristianstad | 1966–2000 | 1993 uppgår Milo V inom Milo S.                     |
| Mellersta militärområdet | Milo M     | Strängnäs    | 1991–2000 | Bildas genom sammanslagning av Milo B och Milo Ö.   |
| Norra militärområdet     | Milo N     | Boden        | 1993–2000 | Bildas genom sammanslagning av Milo NN och Milo ÖN. |
| Gotlands militärkommando | MKG        | Visby        | 1966–2000 | Överfördes 1991 till Milo M.                        |

## 2000-talet

### 2000–2005
Genom försvarsbeslutet 2000 avvecklades militärområdena och ersattes av militärdistrikt. De nya Militärdistrikten motsvarade geografiskt sett de gamla militärområdena, dock hade man inte med samma territoriella och operativa uppgifter som militärområdena. Utan dessa överfördes till nyinrättade Operativa insatsledningen (OPIL). Militärdistrikten kom istället att bli den lägsta nivån där chefen var territoriellt ansvarig, istället för som tidigare respektive försvarsområde. Deras främsta uppgift var territoriell verksamhet, utbildning av hemvärns- och frivillig personal samt insatser, i första hand inom ramen för stöd till samhället.
Inom respektive militärdistrikt organiserades militärdistriktsgrupper, totalt 29 stycken vilka i princip tog över den gamla försvarsområdesindelningen, som i stort sett följde länsindelningen. Militärdistriktens uppgift var att stödja och utbilda hemvärnet samt övriga frivilliga organisationer. Distrikten avvecklades i sin tur 2005 efter försvarsbeslutet 2004.
| Militärdistrikt             | Beteckning | Stabsort  | Aktivt    | Kommentar                         |
| --------------------------- | ---------- | --------- | --------- | --------------------------------- |
| Södra militärdistriktet     | MD S       | Göteborg  | 2000–2005 | Tidigare Södra militärområdet     |
| Mellersta militärdistriktet | MD M       | Strängnäs | 2000–2005 | Tidigare Mellersta militärområdet |
| Norra militärdistriktet     | MD N       | Boden     | 2000–2005 | Tidigare Norra militärområdet     |
| Gotlands militärdistrikt    | MD G       | Visby     | 2000–2004 | Tidigare Gotlands militärkommando |

### 2006–2012
Efter militärdistriktens avveckling ersattes de till viss del av fyra Säkerhets- och samverkanssektioner. Sektionerna uppgift är bland annat att regionalt samordna den militära säkerhetstjänsten samt samverka med regionala myndigheter. Sektionerna ledes från Försvarsmaktens Högkvarter i Stockholm, men fanns lokaliserade på fyra orter i Sverige. De fyra Säkerhets- och samverkanssektionerna ersattes av fyra militärregioner från den 1 januari 2013, vilka övertog sektionernas uppgifter.
| Sektion               | Stabsort  | Aktivt    | Ingående län                                                                                           |
| --------------------- | --------- | --------- | --- |
| SäkSam sekt Boden     | Boden     | 2005–2012 | Norrbottens, Västerbottens, Västernorrlands och Jämtlands län                                          |
| SäkSam sekt Göteborg  | Göteborg  | 2005–2012 | Västra Götalands, Hallands, Örebro och Värmlands län                                                   |
| SäkSam sekt Malmö     | Malmö     | 2005–2012 | Skånes, Blekinge, Kronobergs, Jönköpings och Kalmar län                                                |
| SäkSam sekt Stockholm | Stockholm | 2005–2012 | Stockholms, Uppsala, Dalarnas, Gävleborgs, Västmanlands, Södermanlands, Östergötlands och Gotlands län |

### 2013–
I Regeringen Reinfeldts budgetpropositionen för 2011 avsågs att i insatsorganisationen inrätta fyra regionala staber. Staberna var tänkta att lyda under Högkvarteret och samordna den markterritoriella verksamheten. Vidare var det även tänkt att staberna ska överta de uppgifter som tidigare utfördes av säkerhets- och samverkanssektioner och insatsledning i Stockholm. De fyra regionala staberna att lokaliserades till Boden, Kungsängen, Skövde/Göteborg och Revingehed.
Militärregionerna skiljer sig från tidigare organisationer, då de är organiserade som insatsförband, och lyder under cheferna för Norrbottens regemente (I 19), Livgardet (LG), Skaraborgs regemente (P 4) samt Södra skånska regementet (P 7). Vidare inordnades de fyra befintliga Säkerhets- och Samverkanssektioner (SäkSam) och Insatsledning Stockholm i staberna. Stabernas främsta uppgift är att leda territoriell verksamhet på den regionala och lokala nivån. Upprättandet av staberna tillgodosåg det militära ledningsbehovet och är även en samverkanspartner till den civila delen av samhället.
Den 1 januari 2018 delades dock ledningen av regementena och militärregionerna (vid Militärregion Nord 1 oktober 2018), det genom att en separat chefsbefattning för militärregionerna tillsattes. Inriktningen inom Försvarsmakten är att från den 1 januari 2020 ska samtliga militärregioner bli självständiga förband, inom Försvarsmakten benämnd som organisationsenhet (OrgE). Därvid kommer de samtidigt att överta ledningen även i fredstid av utbildningsgrupperna med dess hemvärnsbataljoner. Respektive militärregion kommer därmed att tilldelas ett så kallat produktionsledningsansvar.
| Militärregion         | Beteckning     | Stabsort        | Aktivt | Kommentar                                  |
| --------------------- | -------------- | --------------- | ------ | ------------------------------------------ |
| Militärregion Nord    | MR N (Norr)    | Boden           | 2013–  | Säkerhets- och samverkanssektion Boden     |
| Militärregion Mitt    | MR M (Mitt)    | Kungsängen      | 2013–  | Säkerhets- och samverkanssektion Stockholm |
| Militärregion Gotland | MR G (Gotland) | Visby           | 2018–  | Främre ledning Gotland (MR M)              |
| Militärregion Väst    | MR V (Väst)    | Skövde/Göteborg | 2013–  | Säkerhets- och samverkanssektion Göteborg  |
| Militärregion Syd     | MR S (Syd)     | Revingehed      | 2013–  | Säkerhets- och samverkanssektion Malmö     |